# 리그 오브 레전드 월드 챔피언십 2023
리그 오브 레전드 월드 챔피언십 2023(League of Legends World Championship 2023)은 리그 오브 레전드 월드 챔피언십의 13번째 대회이다. 2023년 10월 10일부터 2023년 11월 19일까지 대한민국에서 개최되었다. 본 대회에서 LCK의 T1이 LPL의 웨이보 게이밍을 3:0으로 꺾고 통산 4번째 우승을 달성했다. 결승전 최우수 선수에는 T1의 탑 라이너인 Zeus 최우제 선수가 선정되었다.

## 대회 변경점
본 대회를 앞두고 대회의 진행 방식에 변경점이 있음이 발표되었다. 먼저 플레이인 스테이지의 경우 더블 엘리미네이션 방식이 도입이 되었으며 각 조의 1위 팀이 다른 조의 2위 팀과 격돌하여 스위스 스테이지로의 진출을 가리게 된다. 그리고 기존의 그룹 스테이지가 폐지되었으며 스위스 스테이지가 새롭게 도입이 되었다. 스위스 스테이지에서 3승을 먼저 기록하면 8강으로 진출하며 3패를 먼저 기록하게 되는 경우 탈락이 확정된다. 이 때 8강 진출을 가리는 경기와 탈락을 결정짓는 경기는 3판 2선승제로 치러지게 되며 그렇지 않은 경기는 단판제로 치러진다.
또한 본 대회를 앞두고 대회 출전권에도 변화가 생겼다. 2023시즌을 앞두고 TCL이 EMEA 산하 리그로, LCO가 PCS의 산하 리그로 편입되면서 대회 우승팀의 월즈 출전권이 박탈되었으며 러시아-우크라이나 전쟁으로 인해 LCL이 폐지되면서 해당 대회의 진출권도 회수되었다. 이에 라이엇은 EMEA의 4시드와 LCS의 4시드가 5판 3선제로 경기를 치르는 WQS를 신설했으며 해당 경기의 승자에게 플레이인 스테이지 진출 티켓을 주기로 하였다. 또한 직전 대회까지 그룹 스테이지에 1장+플레이인 스테이지 1장의 진출권이 있었던 PCS와 VCS의 진출권이 플레이인 스테이지 2장으로 재조정되었으며 LCK와 LPL의 출전권이 기존의 그룹 스테이지 3장+플레이인 스테이지 1장에서 스위스 스테이지 4장으로 재조정되었다.

## 참가 팀

### 스위스 스테이지 직행팀
| 리그 | 시드  | 팀명            |
| ---- | ----- | --------------- |
| LCK  | 1시드 | Gen.G           |
| LCK  | 2시드 | T1              |
| LCK  | 3시드 | KT 롤스터       |
| LCK  | 4시드 | Dplus KIA       |
| LPL  | 1시드 | 징동 게이밍     |
| LPL  | 2시드 | 비리비리 게이밍 |
| LPL  | 3시드 | LNG e스포츠     |
| LPL  | 4시드 | 웨이보 게이밍   |
| LEC  | 1시드 | G2 e스포츠      |
| LEC  | 2시드 | 프나틱          |
| LEC  | 3시드 | 매드 라이온즈   |
| LCS  | 1시드 | NRG e스포츠     |
| LCS  | 2시드 | 클라우드 나인   |
| LCS  | 3시드 | 팀 리퀴드 혼다  |

### 플레이인 스테이지 참가팀
| 리그  | 시드      | 팀명                |
| ----- | --------- | ------------------- |
| PCS   | 1시드     | PSG 탈론            |
| PCS   | 2시드     | CTBC 플라잉 오스터  |
| VCS   | 1시드     | GAM e스포츠         |
| VCS   | 2시드     | 팀 웨일스           |
| LJL   | 1시드     | 데토네이션 포커스미 |
| LLA   | 1시크     | 모비스타 R7         |
| CBLOL | 1시드     | LOUD                |
| WQS   | LEC 4시드 | 팀 BDS              |

## 경기장
| 라운드            | 경기장         | 위치              |
| ----------------- | -------------- | ----------------- |
| 플레이인 스테이지 | LOL 파크       | 서울특별시 종로구 |
| 스위스 스테이지   | KBS 아레나     | 서울특별시 강서구 |
| 8강전·4강전       | 사직실내체육관 | 부산광역시 동래구 |
| 결승전            | 고척스카이돔   | 서울특별시 구로구 |

## 주제가
2023년 10월 4일, 2023년 월드 챔피언십의 주제가인 GODS가 공개되었다. K-pop 걸그룹인 NewJeans가 이번 주제가의 가수로 참여하였다. 이 노래는 지난 대회인 리그 오브 레전드 월드 챔피언십 2022에서 우승한 데프트 선수의 헌정곡으로 공식 뮤직비디오 설명문에서 한 챔피언의 꺾이지 않는 의지와 굽히지 않는 마음에 관한 이야기라는 것을 언급하였다.

## 대회 진행

### 플레이인 스테이지
플레이인 스테이지 결과 VCS 1시드 GAM e스포츠와 EMEA 4시드 팀 BDS가 스위스 스테이지로 진출했다.

### 스위스 스테이지
10월 19일부터 10월 29일까지 스위스 스테이지가 진행되었다. 총 16팀이 참여하여 8팀이 8강전에 진출하였다.

### 8강전
11월 2일부터 11월 5일까지 대회 8강전이 진행되었다.
| 팀명        | 세트 스코어 | 팀명            |
| ----------- | ----------- | --------------- |
| NRG e스포츠 | 0-3         | 웨이보 게이밍   |
| Gen.G       | 2-3         | 비리비리 게이밍 |
| KT 롤스터   | 1-3         | 징동 게이밍     |
| LNG e스포츠 | 0-3         | T1              |

### 4강전
11월 11일과 11월 12일에 대회 4강전이 진행되었다.
| 팀명          | 세트 스코어 | 팀명            |
| ------------- | ----------- | --------------- |
| 웨이보 게이밍 | 3-2         | 비리비리 게이밍 |
| 징동 게이밍   | 1-3         | T1              |

### 결승전
11월 19일에 결승전이 진행되었다.
| 팀명          | 세트 스코어 | 팀명 |
| ------------- | ----------- | ---- |
| 웨이보 게이밍 | 0-3         | T1   |

T1이 웨이보 게이밍에 3-0으로 승리를 거두면서 통산 4번째 우승을 기록하였다.
| 리그 오브 레전드 월드 챔피언십 2023 우승 |
| ---------------------------------------- |
| T1                                       |
| {{{1}}} · {{{1}}} · {{{1}}} · {{{1}}}    |
| (4번째 우승)                             |

## 같이 보기
- 리그 오브 레전드 월드 챔피언십